# رامون خيمينيز فوينتيس
رامون خيمينيز فوينتيس (بالإسبانية: Ramón Jiménez Fuentes)‏ هو سياسي مكسيكي، ولد في 1 ديسمبر 1955 في المكسيك. حزبياً، نشط في حزب الثورة الديمقراطية. وقد انتخب عضو مجلس النواب المكسيك.